# Yeni Ngbakoto
Yeni Atito Ngbakoto, né le 23 janvier 1992 à Croix (Territoire de Belfort), est un footballeur international congolais qui évolue au poste d'ailier droit au CS Sedan.
Il est international chez les jeunes français (il est capé chez les U-16, U-17 et les U-18). Ngbakoto joue principalement au poste de milieu offensif, mais il peut dépanner au poste d'attaquant. Il est connu pour sa vitesse et sa technique.

## Carrière

### En club

#### Parcours junior
Yéni Ngbakoto commence sa carrière de footballeur au club du SC Clemenceau, à Besançon. Il excelle dans le groupe des jeunes du club, où il se fait remarquer puis superviser par le FC Metz, mais aussi par Tottenham, Chelsea et Barcelone. Il signe finalement un contrat de jeune avec le FC Metz en 2007. Grâce à ses performances avec les jeunes de Metz, Yeni est appelé en équipe de France des moins de 17 ans par Philippe Bergeroo. Le 25 juin 2009, il signe un contrat professionnel de cinq ans chez les Grenats.

#### FC Metz (2009-2016)

##### Les débuts en Ligue 2
Yéni Ngbakoto est promu en équipe première pour la saison 2009-2010, mais il commence la saison avec l'équipe amateur en CFA 2, marquant pour ses débuts dans l'équipe contre le CA Pontarlier le 15 août 2009. Il jouera pour les quatre mois qui suivirent dans l'équipe amateur, marquant à nouveau dans le derby contre Thionville (victoire 1-0). Il est appelé par Yvon Pouliquen pour le match des huitième de finale de la Coupe de la Ligue contre l'Olympique lyonnais le 13 janvier 2010 et rentre en jeu à la 83e minute à la place de Julien Cardy (match perdu 3-0). Il retourne en équipe amateur pour la fin de la saison, et finit le championnat (CFA 2) avec 8 buts en 16 matchs, la réserve du FC Metz finit champion avec 107 points, soit le plus gros total de tous les groupes de ce championnat.
Pour la saison 2010-2011, il porte le numéro 23, et est promu en équipe première par Dominique Bijotat, le nouvel entraîneur du club. Il fait ses débuts en ligue 2 en tant que titulaire le 27 août 2010 contre l'AC Ajaccio, et jouera le match entier (score final : 0-0). Le 18 décembre, il marque son premier but contre l'Entente SSG en Coupe de France (victoire 3 à 0). Les saisons 2010-2011 et 2011-2012 sont considérées comme les pires saisons du club, et sont marquées par la descente en National.

##### Un joueur qui fait ses preuves grâce à Albert Cartier

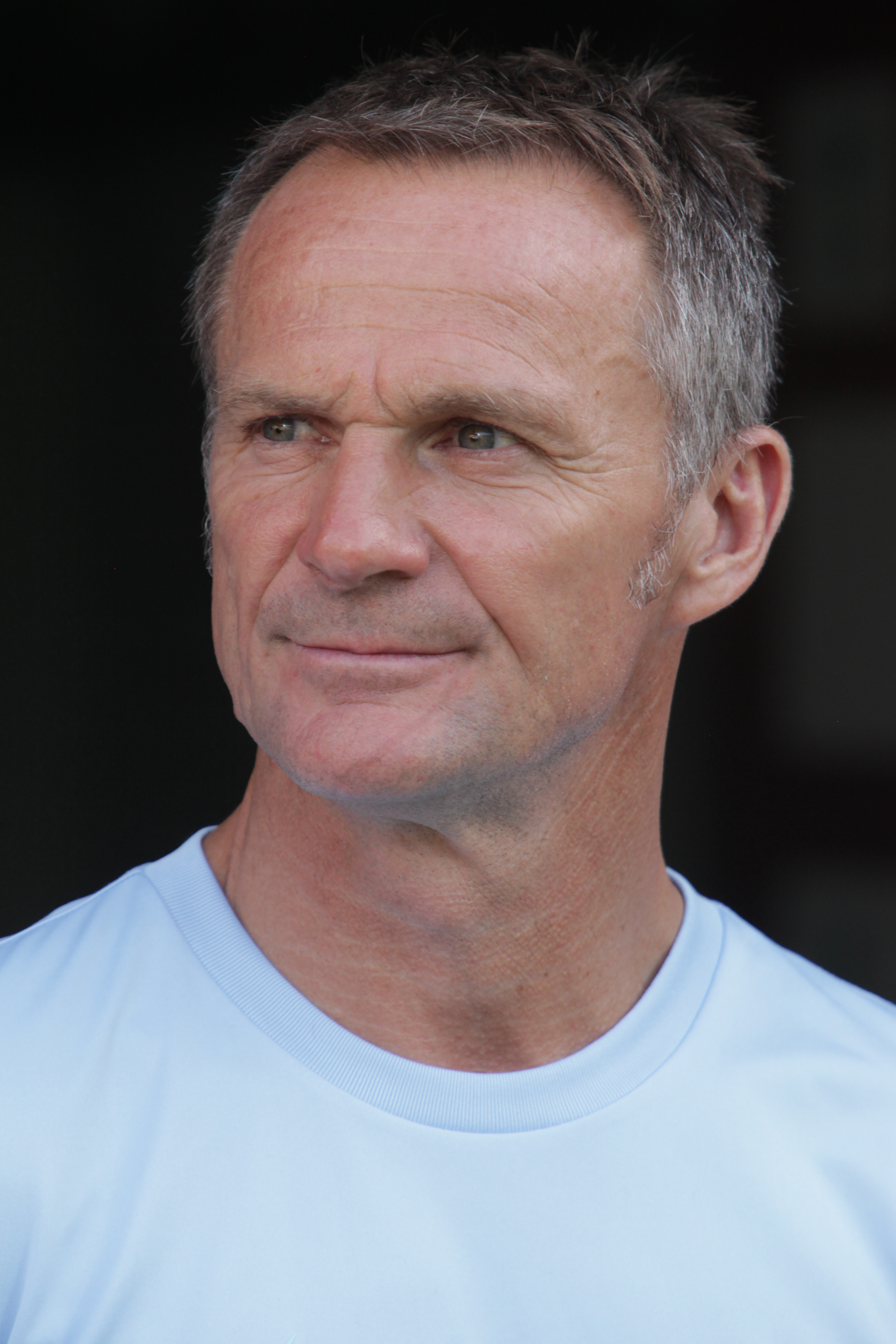
Sous la houlette d'Albert Cartier, Yeni Ngbakoto s'installe dans le collectif messin et passe du National à la Ligue 1.

Pour la saison 2012-2013, le nouvel entraîneur, Albert Cartier, a décidé de faire confiance aux jeunes du club, entourés de Grégory Proment, ancienne gloire du club. Yéni Ngbakoto est souvent titularisé, et il marque pour ses trois premiers matchs (en Coupe de la Ligue et en Championnat).
Le 31 août 2012, il marque le premier doublé de sa carrière face à Quevilly, dont un but sélectionné parmi les plus beaux buts de la saison en National.
Le 6 janvier 2013, il marque un but en Coupe de France face à l'OGC Nice, en égalisant d'une aile de pigeon pour le club à la Croix de Lorraine, après avoir été nommé capitaine à la suite de l'expulsion de Grégory Proment. Après une saison, clôturée à la deuxième place, le FC Metz remonte en Ligue 2 pour la saison 2013-2014. Ngbakoto est un des artisans de cette remontée en inscrivant 15 buts et distillant 5 passes décisives en 46 matchs toute compétitions confondues.
La saison 2013-2014 est la saison du retour en Ligue 2. Le club grenat réalise une saison exceptionnelle puisqu'il remporte le championnat. Pourtant l'équipe n'était pas du tout attendue en haut de l'affiche car elle venait de remonter de National. Et si le FC Metz a réalisé une si belle saison, c'est que le collectif mis en place par Albert Cartier a été une franche réussite, mais aussi que deux joueurs : Diafra Sakho et Yéni N'Gbakoto ont porté ce collectif avec brio. Sur ses 14 buts, certains ont marqué la saison, notamment l'ouverture du score face au grand rival Nancy (victoire 3-0 à Saint-Symphorien), où d'autres face à Brest ou Angers, où il marquait d'une sublime frappe des 25 mètres. À la fin de la saison, il prolonge son contrat avec le club à la Croix de Lorraine jusqu'en 2017, et jouera donc en Ligue 1 avec son club de cœur.

##### La découverte de la Ligue 1
Yéni Ngbakoto découvre la Ligue 1 lors de la saison 2014-2015 avec le FC Metz, club avec lequel il rêvait de découvrir le très haut niveau. Il s'est fixé de nombreux objectifs, car il a la ferme intention de retrouver l'Équipe de France.
Cependant, la première partie de saison ne se présente pas du tout comme prévu, il perd sa place de titulaire et l'équipe se retrouve en position de relégable à la mi-saison. Il retrouve ensuite un statut de titulaire au poste d'attaquant. La saison cauchemardesque du club, et la descente à l'issue de la saison, Yéni ne confirme pas les espoirs placés en lui: les Grenats finiront avants-derniers du championnat.

##### Retour en Ligue 2 et remontée en Ligue 1
Le FC Metz est de retour en Ligue 2 pour la saison Ligue 2 2015-2016 avec comme objectif de remonter directement en Ligue 1. Yéni et le club reçoivent plusieurs offres de transferts qu'ils jugent insuffisantes et Yéni effectue toute la préparation avec le FC Metz et commence la saison face au RC Lens (0-0). Il délivre une passe décisive contre Sochaux lors du match suivant (0-1) et inscrit son premier but de la saison face à Évian sur penalty au Stade Saint-Symphorien (2-1). Annoncé sur le départ à la fin du mercato au Standard de Liège il reste finalement dans l'effectif de José Riga. À la fin de la partie aller du championnat, il a inscrit 7 buts et délivré 4 passes décisives mais il ne permet pas a son club d'être sur le podium (6e place). Le championnat reprend en janvier sous la houlette du nouvel entraîneur Philippe Hinschberger. Yéni N'Gbakoto sait qu'il est le leader de l'équipe et que son état de forme détermine l'état de forme de l'équipe. Il va inscrire 5 buts sur la phase de retour, tous des buts vitaux pour le FC Metz comme ce coup franc dès 25 mètres contre le Paris Football Club (victoire 1-2) mais également lors du sprint final avec un doublé face au Dijon Football Côte-d'Or (0-4) et le but de la victoire face au Tours Football Club pour le dernier match à domicile de la saison (2-1) mais Yéni a également été impliqué sur de nombreux buts puisqu'il a délivré 7 passes décisives lors de la phase retour, portant son total a 11 passes et 12 buts sur la durée du championnat. Il est le cinquième meilleur buteur et il est élu meilleur passeur du championnat de Ligue 2. Il est également nommé aux Trophées UNFP du football pour le titre de meilleur joueur de Ligue 2 finalement attribué à Famara Diédhiou mais il est présent dans l'Équipe type du championnat. Yéni NGbakoto est également l'un des deux joueurs de champs de Ligue 2 à avoir joué l'intégralité des 38 matchs en tant que titulaire, en étant jamais remplacé. 
Le FC Metz finit troisième et monte donc en Ligue 1 pour la saison 2016-2017.

#### Queens Park Rangers (2016-2017)
Le 6 août 2016, après avoir connu le National, la Ligue 2 et la Ligue 1 sous le maillot de son club formateur, Yeni Ngbakoto poursuit sa carrière outre-Manche. Le milieu de terrain offensif est transféré en Championship, dans les rangs de Queens Park Rangers, malgré la montée du FC Metz en Ligue 1. Il marque son premier but avec son nouveau club contre Swindon Town en League Cup le 10 août 2016, en ouvrant le score pour son équipe, victorieuse à la fin.
Le club finit à une 18e place, à deux points de la relégation et subit des éliminations prématurées dans les coupes nationales. La saison est une déception, notamment à titre personnel, Ngbakoto ne parvenant pas à devenir une pièce maîtresse de l'équipe, ne marquant que quatre buts, dont un en coupe, et ne délivrant que quatre passes décisives. 
Après une première partie de saison ratée, il quitte le club après un an et demi seulement. Il n'aura pas réussi son pari de jouer en Angleterre. 

#### En Avant Guingamp (2018-2021)
Le 3 janvier 2018, il retrouve officiellement la Ligue 1 en signant à l'En avant Guingamp, qui cherche à renforcer son attaque, alors que son transfert a été repoussé d'une journée à cause d'un problème informatique concernant le logiciel assurant les transferts internationaux,.
Il inscrit son premier but en championnat avec Guingamp face au Stade Rennais Football Club au Roazhon Park le 4 février 2018. 
Lors de la saison 2018-2019, il est avec Denis Petric l'un des deux délégués syndicaux de l'UNFP au sein de l'EA Guingamp. 

#### Panathinaïkós (2021-2022)
Le 30 janvier 2021, il est libéré de son contrat et s'engage pour une saison et demie avec Panathinaïkós.
L'aventure en Grèce se passe mal, il ne joue que très peu et se voit pousser vers la sortie par le club.

#### AS Nancy-Lorraine (2022)
Le 31 janvier 2021, il signe un contrat de 6 mois avec une année en option en cas de maintien avec l'AS Nancy-Lorraine lors du dernier jour du mercato hivernal. Il y retrouve Albert Cartier, qui fut son entraîneur à Metz entre 2012 et 2015.
Il est l'auteur de 3 buts en 14 matchs de Ligue 2 avec l'ASNL mais il n'empêche pas le club de descendre en National 1 pour la première fois de son histoire.
Plus tard, le joueur expliqueras qu'il regrette son passage à l'AS Nancy-Lorraine car son club de cœur reste malgré tout le grand rival, le FC Metz.

#### Western Sydney Wanderers FC (2022-2023)
Libre de tout contrat à la suite de la relégation de l'AS Nancy-Lorraine en National 1, il signe un contrat d'un an avec le Western Sydney Wanderers FC en Australie, c'est le premier championnat où il joue hors Europe.
Il marque son premier but sous les couleurs du club lors de sa première apparition face au Wellington Phoenix FC.

#### Vejle BK (2023 - 2025)
Après une saison en Australie, Ngbakoto rejoint le Danemark et signe un contrat de deux ans avec le club de Vejle BK.
Il marque son premier but sous ses nouvelles couleurs le 8 octobre 2023 face au Hvidovre IF (victoire 3-1).

#### CS Sedan Ardennes (depuis 2025)
Le 23 juillet 2025, le joueur s'engage avec le CS Sedan Ardennes, alors promu en Régional 1, le sixième échelon du football français.

### Carrière internationale

#### Équipes de France jeunes
International dès août 2007 avec les U16, Ngbakoto possède également des capes internationales en équipe de France U17 et en Équipe de France U18. Avec les U17, il était régulièrement appelé et a disputé 14 matchs, pour 4 buts, avec ses deux premiers lors d'un tournoi en Autriche contre la Slovaquie et le pays hôte, tous deux sur pénalty. Ngbakoto marque ses deux autres buts durant les qualifications pour la Coupe d'Europe de football des moins de 17 ans contre l'Écosse (victoire 3-2) et durant le tour d'élite des qualifications pour la même compétition contre la Biélorussie où il convertit un penalty (victoire 3-0). D'ailleurs, il participe aux trois matchs de son équipe, qui est éliminée au premier tour de la compétition.
Avec les U-18, N'Gbakoto fête sa première cape durant le tournoi SBS au Japon, face au Mexique.
Durant ce tournoi il marque deux buts, contre l'équipe de Shizuoka (Japon) puis contre le Japon en finale du tournoi.

#### République démocratique du Congo
À la fin de la saison 2015-2016 de Ligue 2, Yéni N'Gbakoto déclare avoir choisi la sélection des Léopards de la République démocratique du Congo, le pays de ses parents, mais qu'il devra se battre pour y obtenir sa place.
Il est sélectionné en mars 2017 pour la première fois, pour affronter le Kenya, match terminé sur une défaite (2-1). Il marque son premier but le 5 juin 2017, en amical contre le Botswana, lors de la victoire (2-0).

## Statistiques en club
Les statistiques de Yéni Ngbakoto en club.
| Club                | Saison                 | Championnat | Championnat | Championnat | Coupe nationale | Coupe nationale | Coupe nationale | Coupe continentale | Coupe continentale | Coupe continentale | Total | Total | Total |
| Club                | Saison                 | M           | B           | P           | M               | B               | P               | M                  | B                  | P                  | M     | B     | P     |
| ------------------- | ---------------------- | ----------- | ----------- | ----------- | --------------- | --------------- | --------------- | ------------------ | ------------------ | ------------------ | ----- | ----- | ----- |
| FC Metz             | Ligue 2 2009-2010      | 0           | 0           | 0           | 1               | 0               | 0               | —                  | —                  | —                  | 1     | 0     | 0     |
| FC Metz             | Ligue 2 2010-2011      | 22          | 2           | 3           | 4               | 2               | 2               | —                  | —                  | —                  | 26    | 4     | 5     |
| FC Metz             | Ligue 2 2011-2012      | 20          | 0           | 2           | 4               | 0               | 1               | —                  | —                  | —                  | 24    | 0     | 3     |
| FC Metz             | National 2012-2013     | 38          | 11          | 3           | 8               | 4               | 2               | —                  | —                  | —                  | 46    | 15    | 5     |
| FC Metz             | Ligue 2 2013-2014      | 37          | 14          | 6           | 2               | 0               | 0               | —                  | —                  | —                  | 39    | 14    | 6     |
| FC Metz             | Ligue 1 2014-2015      | 23          | 5           | 1           | 5               | 1               | 2               | —                  | —                  | —                  | 28    | 6     | 3     |
| FC Metz             | Ligue 2 2015-2016      | 38          | 12          | 11          | 4               | 3               | 0               | —                  | —                  | —                  | 42    | 15    | 11    |
| FC Metz             | Total                  | 178         | 44          | 26          | 28              | 10              | 7               | —                  | —                  | —                  | 206   | 54    | 33    |
| Queens Park Rangers | Championship 2016-2017 | 26          | 3           | 4           | 2               | 1               | 0               | —                  | —                  | —                  | 28    | 4     | 4     |
| Queens Park Rangers | Championship 2017-2018 | 5           | 0           | 0           | 2               | 1               | 1               | —                  | —                  | —                  | 7     | 1     | 1     |
| Queens Park Rangers | Total                  | 31          | 3           | 4           | 4               | 2               | 1               | —                  | —                  | —                  | 35    | 5     | 5     |
| EA Guingamp         | Ligue 1 2017-2018      | 16          | 3           | 0           | 1               | 1               | 0               | —                  | —                  | —                  | 17    | 4     | 0     |
| EA Guingamp         | Ligue 1 2018-2019      | 9           | 0           | 0           | 2               | 0               | 0               | —                  | —                  | —                  | 11    | 0     | 0     |
| EA Guingamp         | Ligue 2 2019-2020      | 21          | 5           | 1           | 0               | 1               | 0               | —                  | —                  | —                  | 11    | 0     | 0     |
| EA Guingamp         | Ligue 2 2020-2021      | 7           | 1           | 0           | 0               | 0               | 0               | —                  | —                  | —                  | 11    | 0     | 0     |
| EA Guingamp         | Total                  | 53          | 9           | 0           | 3               | 1               | 0               | —                  | —                  | —                  | 28    | 4     | 0     |
| Total carrière      | Total carrière         | 262         | 56          | 30          | 35              | 13              | 8               | 0                  | 0                  | 0                  | 268   | 63    | 38    |

(dernière mise à jour le 21 octobre 2020)

## Palmarès
FC Metz
- Champion du groupe C de la CFA 2 avec l'équipe réserve en 2009-2010
- Vice-champion de France des moins de 19 ans en 2009-2010
- Vainqueur de la Coupe Gambardella en 2009-2010
- Vice-champion de National en 2012-2013
- Champion de France de Ligue 2 en 2013-2014
- Troisième de Ligue 2 en 2015-2016 (promotion en Ligue 1)

## Distinctions personnelles
FC Metz
- Écharpe d'or (meilleur joueur) de National en 2012-2013
- Sélectionné dans l'équipe-type de National en 2012-2013
- Trophée du joueur du mois UNFP : Novembre 2015 en Ligue 2
- Meilleur passeur de Ligue 2 en 2015-2016 avec 11 passes décisives
- Sélectionné dans l'équipe-type de Ligue 2 en 2015-2016[34]